# Ukiangang Village
Ukiangang Village är en ort i Kiribati.   Den ligger i örådet Butaritari och ögruppen Gilbertöarna, i den norra delen av landet, 190 km norr om huvudstaden Tarawa. Ukiangang Village ligger 13 meter över havet och antalet invånare är 338.
Terrängen runt Ukiangang Village är mycket platt.  Ukiangang Village är det största samhället i trakten. 